# Brian Redman
Brian Herman Thomas Redman (Colne, Inglaterra, 9 de março de 1937) é um ex-automobilista britânico nascido na Inglaterra que particiou de 15 Grandes Prêmios de Fórmula 1 entre 1968 e 1974. Seu melhor resultado foi o 3º lugar no Grande Prêmio da Espanha de 1968.